# 栗きんとん
栗きんとん（くりきんとん、栗金飩・栗金糖）は、栗を用いた和菓子。京都では似た形式の菓子を栗茶巾（くりちゃきん）とも呼ぶ。

## 概要
炊いた栗に砂糖を加え、茶巾で絞って形を整える。近年では平仮名表記の「栗きんとん」が多く用いられるが、漢字では一般的に「栗金飩」と表記する。「飩」の字には「蒸し餅」という意味があり、読みが同じ栗金団とは「飩」の字のとおり製法や食感が異なる。
地域ブランド「中津川栗きんとん」が認定されており、中津川市の名物として認知されている。江戸時代中期ごろに中津川宿で旅人に提供されていたという説があり、中津川駅前ロータリーには2006年（平成18年）に中津川菓子組合、中津川市観光協会、中津川商工会議所が「栗きんとん発祥の地」の石碑を建立し、栗の節句である9月9日に除幕式が行われた。中津川市・恵那市などでは約30店舗が栗きんとんを販売しているが、元祖とされる元禄年間創業のすや、1864年（元治元年）創業の川上屋の2つの老舗が特に知られている。
発祥には異説もあり、加茂郡八百津町にある1872年（明治5年）創業の緑屋老舗の3代目が大正時代に商品化したのが発祥で、中津川の「すや」の娘が八百津町に嫁いだのをきっかけに中津川市に伝えられたとも伝えられている。八百津町では緑屋老舗を含めて4店舗の和菓子店が販売している。

## 製造
栗きんとんを販売する和菓子店の多くは、国産の栗の収穫時期である9月1日から翌年1月頃までを製造・販売期間と定めている。
東濃には良質な恵那栗があり、かつては岐阜県産の栗が多く用いられていた。賞味期限が3日程度と短いためかつてはほとんどが地産地消されていたが、1970年代以降に流通や冷蔵の技術が発達すると需要が増加、岐阜県産だけでは需要に追いつかなくなったため、現在では九州産など岐阜県外の栗で製造されることが多くなっている。それでも一部和菓子店は恵那栗に拘って製造を続けており、恵那川上屋は農家との契約栽培を結んだり、廃業農家の農地を借りて自社栽培するなど恵那栗の生産量を増やそうとする動きを見せている。